# Liste der Baudenkmäler in Winterrieden

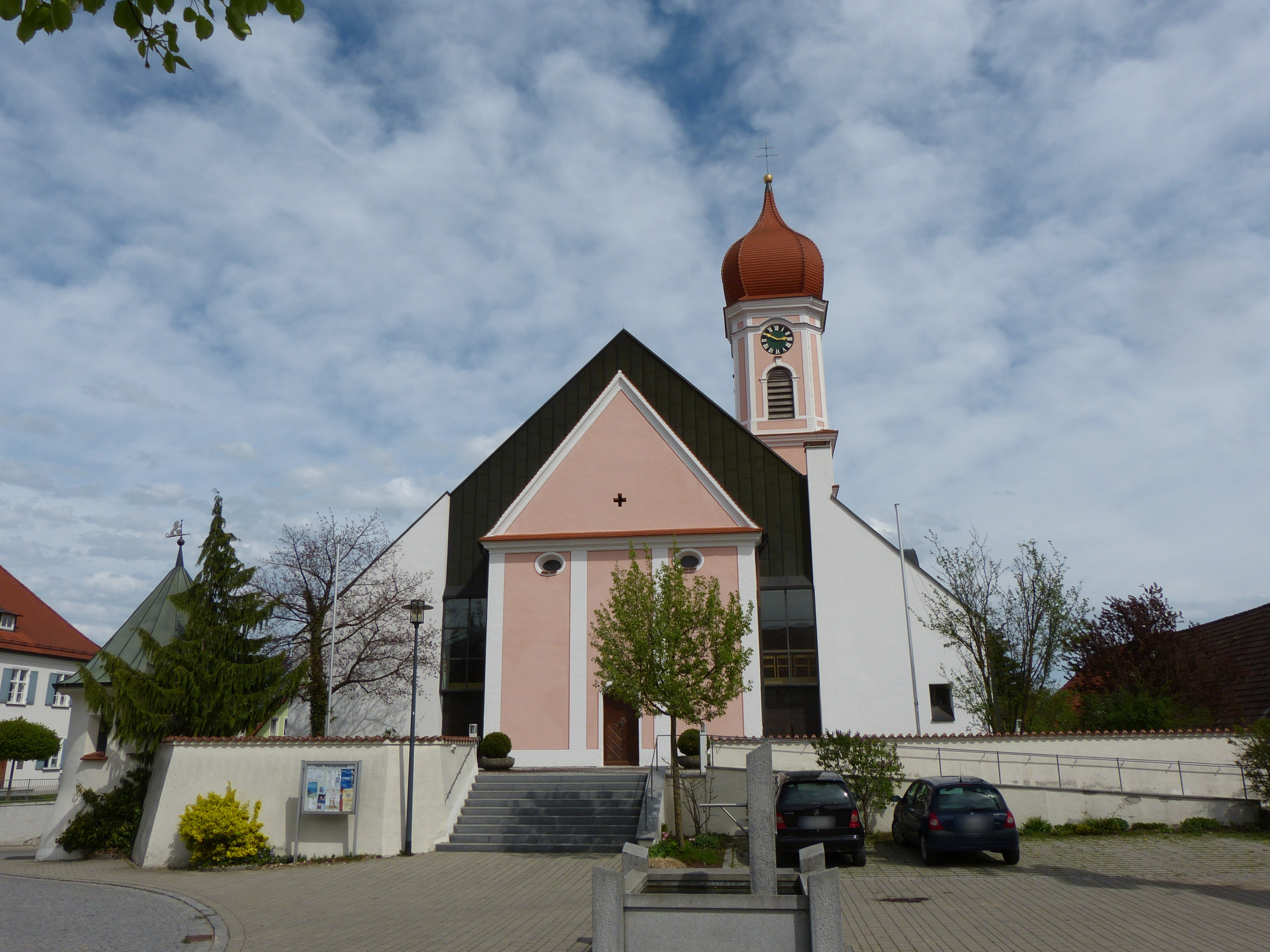
St. Martin in Winterrieden

Auf dieser Seite sind die Baudenkmäler in der schwäbischen Gemeinde Winterrieden zusammengestellt. Diese Tabelle ist eine Teilliste der Liste der Baudenkmäler in Bayern. Grundlage ist die Bayerische Denkmalliste, die auf Basis des Bayerischen Denkmalschutzgesetzes vom 1. Oktober 1973 erstmals erstellt wurde und seither durch das Bayerische Landesamt für Denkmalpflege geführt wird. Die folgenden Angaben ersetzen nicht die rechtsverbindliche Auskunft der Denkmalschutzbehörde.

## Baudenkmäler
| Lage                                                            | Objekt                             | Beschreibung | Akten-Nr.              | Bild           |
| --------------------------------------------------------------- | ---------------------------------- | --- | ---------------------- | -------------- |
| Babenhauser Straße 22 (Standort)                                | Feldkapelle                        | Kleiner Rechteckbau mit Walmdach, 18./19. Jahrhundert; mit Ausstattung | D-7-78-217-5           | weitere Bilder |
| Babenhauser Straße 22 (hinter der Kapelle) (Standort)           | Steinkreuz                         | Spätmittelalterlich | D-7-78-217-6           | Steinkreuz     |
| Bahnhofstraße (etwa 100 m nördlich des Ortsausgangs) (Standort) | Bildstock                          | 18. Jahrhundert | D-7-78-217-8           | weitere Bilder |
| Hauptstraße 7 (Standort)                                        | Pfarrhaus                          | Zweigeschossiger Walmdachbau, wohl nach Entwurf von Christian Wiedemann, 1740 erbaut, 1753 erweitert; mit Ausstattung. | D-7-78-217-1           | Pfarrhaus      |
| Hauptstraße 10 (Standort)                                       | Katholische Pfarrkirche St. Martin | Ursprünglich pilastergegliederter Saalbau mit eingezogenem Chor, 1987/88 auf drei Schiffe erweitert, südlicher Turm mit Zwiebelhaube, von Johann Wiedemann, 1753 erbaut unter der Verwendung spätgotischer Teile, Turmunterteil mittelalterlich, Erweiterung nach Plänen von Franz Xaver Gärtner und Peter Jenkel 1987/88; mit Ausstattung. | D-7-78-217-2           | weitere Bilder |
| Hauptstraße 10 (Standort)                                       | Kriegerkapelle                     | Rundbau mit Zeltdach, um 1925/30; an der Friedhofsmauer. | D-7-78-217-2 zugehörig | weitere Bilder |
| B 300 (etwa 800 m südwestlich des Ortsausgangs) (Standort)      | Feldkapelle                        | 18. Jahrhundert | D-7-78-217-7           | weitere Bilder |

## Ehemalige Baudenkmäler
In diesem Abschnitt sind Objekte aufgeführt, die früher einmal in der Denkmalliste eingetragen waren, jetzt aber nicht mehr. Objekte, die in anderem Zusammenhang also z. B. als Teil eines Baudenkmals weiter eingetragen sind, sollen hier nicht aufgeführt werden. Aktennummern in diesem Abschnitt sind ehemalige, jetzt nicht mehr gültige Aktennummern.
| Lage                      | Objekt    | Beschreibung                                                              | Akten-Nr.    | Bild |
| ------------------------- | --------- | ------------------------------------------------------------------------- | ------------ | ---- |
| Hauptstraße 14 (Standort) | Holzfigur | Nische mit Holzfigur, Heiliger Florian, erste Hälfte des 18. Jahrhunderts | D-7-78-217-3 | BW   |